# 清巌寺鉄塔婆

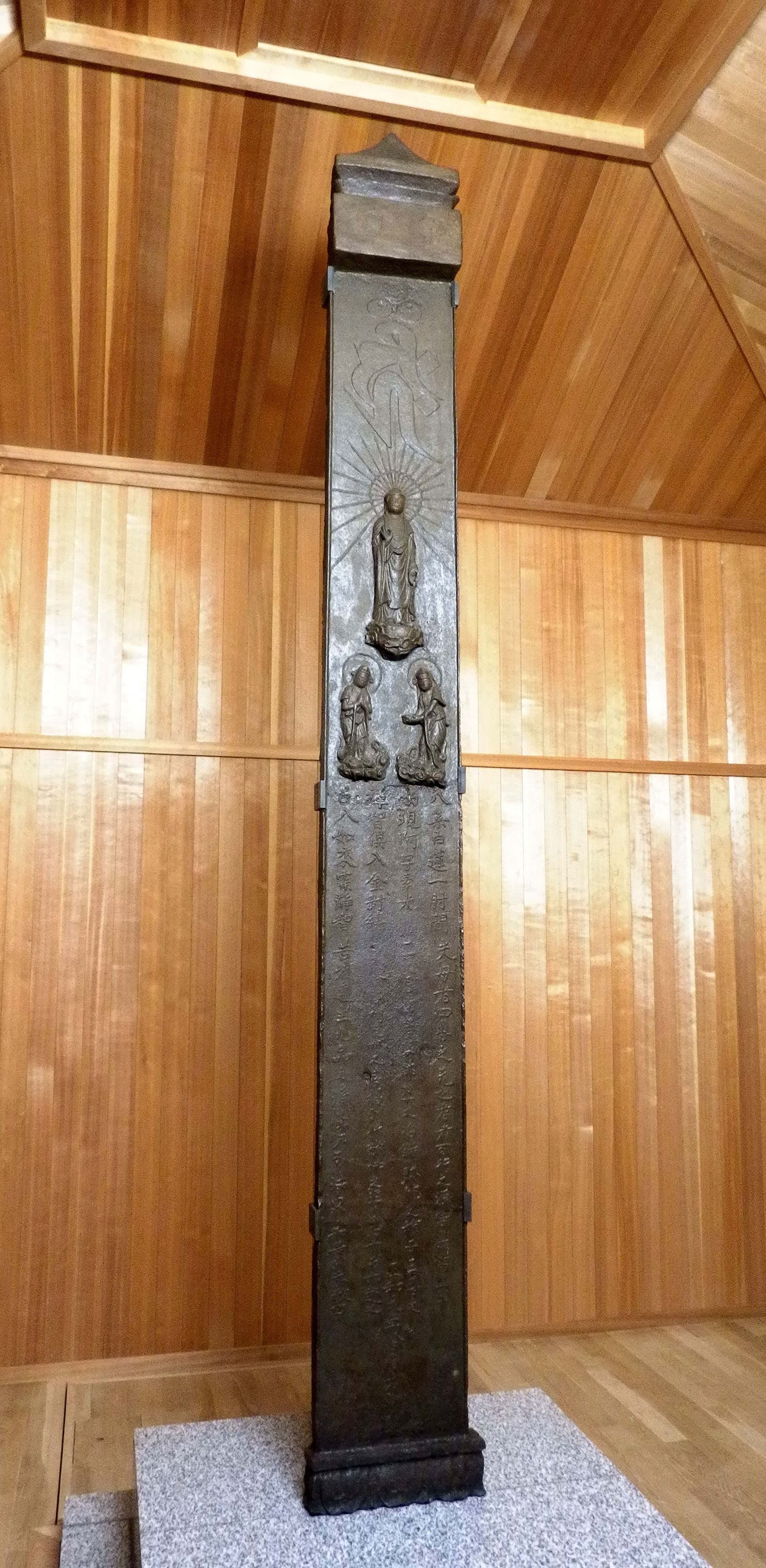
全景

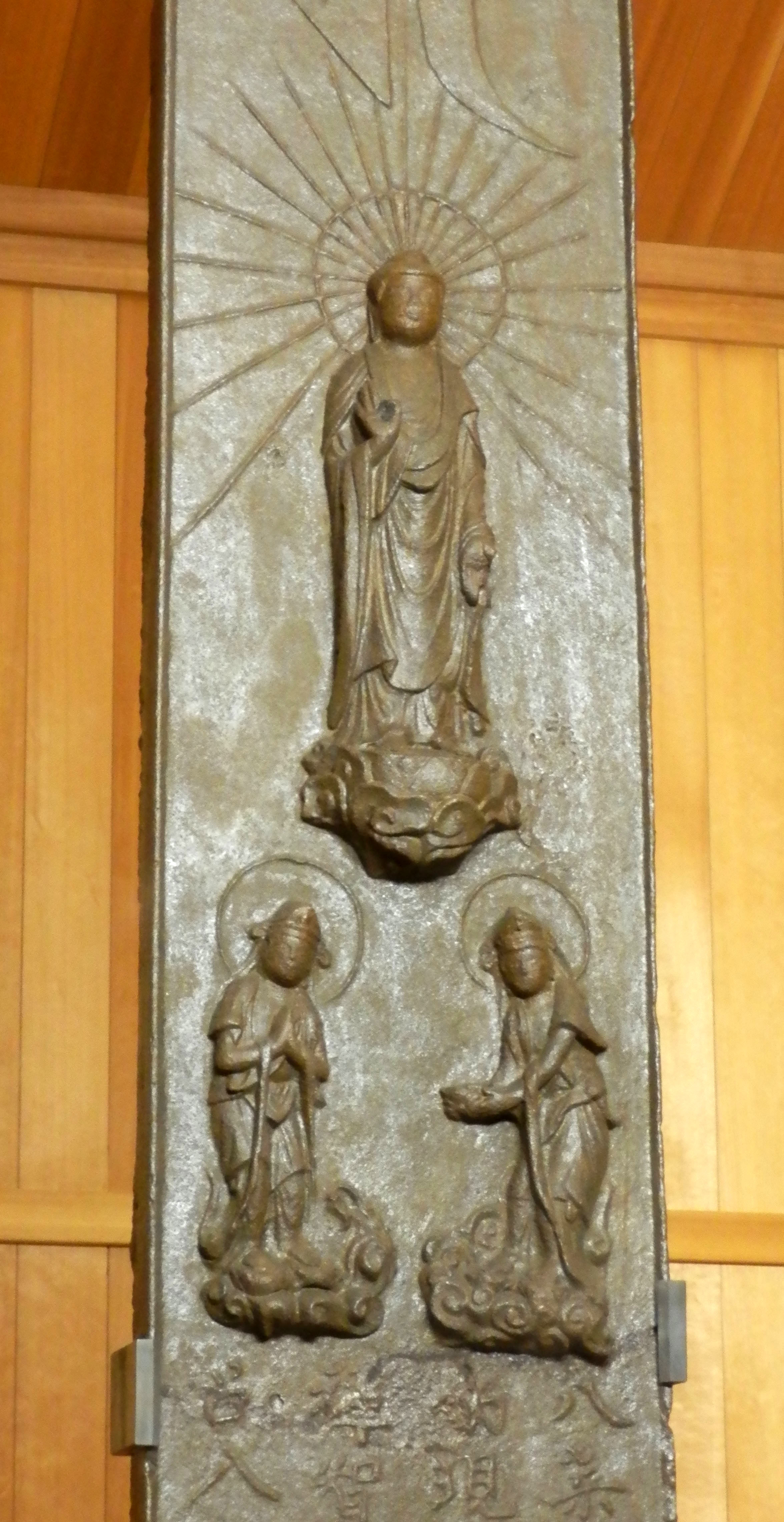
拡大

清巌寺鉄塔婆（せいがんじてつとうば）は、栃木県宇都宮市の清巌寺で保存される、鎌倉時代の鋳鉄製板塔婆。現存する日本最古の鉄製の塔婆とされる。宇都宮家第8代当主であり、弘安の役で鎌倉幕府総代として元寇の鎮圧にあたり、幕府引付衆に任ぜられた宇都宮貞綱が、1312年（正和元年）8月に亡母の十三回忌に供養の意を込めて建立させたものといわれる。当初は宇都宮家菩提寺の東勝寺に奉納されたが、廃寺となった際に清巌寺に移築された。「鉄塔婆」の名称で工芸品部門の重要文化財に指定されている。

## 解説
本塔婆は高さ332.7cm・幅32cm・厚さ5.2cmの長大な鉄製の板塔婆である。関東地区に多く分布する板石塔婆（板碑）と同形式であるが、材質が鋳鉄製である点と、長さが長大であることが特色である。木製・石製の塔婆は珍しくないが、鉄製でこれだけ大きい塔婆は珍しく、日本国内では他に例をみないもので、鎌倉時代の鋳造技術の高さを知ることができる。
塔婆は上部を山形に作り、その下に種子「キリーク」を薄肉に鋳出し、そのさらに下には来迎形の阿弥陀三尊像を厚肉に表す。下部には四句の偈（げ）に続いて願文が鋳出されている。願文は「夫（そ）れ母は四恩の先なり、孝は百行の源なり」という句から始まり、願主の「孝子」（宇都宮貞綱）が、正和元年（1312年）8月亡母の十三回忌供養のために建立したことがわかる。鋳造は茶の湯釜の産地として名高い天命（現在の佐野市天明）にて行われたと推定され、当初は宇都宮家の菩提寺である東勝寺（現在の宇都宮市日野町一帯）に奉納された。
1597年（慶長2年）、宇都宮氏が改易となり、菩提寺であった東勝寺も廃寺となったことに伴い鉄塔婆は清巌寺に移された。
1849年（嘉永2年）8月、塔婆は暴風によって倒壊し、3つに折損した。1911年（明治44年）8月9日、鉄塔婆は国の重要文化財（当時の国宝）に指定された。この頃、鉄枠をもって倒壊折損した塔婆を修復している。
1950年（昭和25年）8月29日、国宝保存法の廃止、文化財保護法の施行に伴って鉄塔婆はあらためて国の重要文化財に指定された。塔婆は本堂南側の堂に安置されていたが、1997年（平成9年）には清巌寺中門の東側に温湿度管理が可能な「鉄塔婆収蔵庫」を新築し、そこに移設された。その前年の1996年（平成8年）には腐食防止のために防錆処理が行われている。